# بخش اشترینان
بخش اُشترینان یکی از بخش‌های شهرستان بروجرد در استان لرستان ایران است. ساکنان این بخش به زبان لری سیلاخوری گفتگو می‌کنند. مرکز این بخش، شهر اشترینان است که در فاصله ۳۰ کیلومتری شمال غربی بزرگراه بروجرد و ملایر  بر روی دشت کوچکی قرار گرفته است.

## زبان
مردم این بخش با زبان لری سخن می گویند.

## جغرافیا
بخش اشترینان آب و هوایی سردسیر دارد. این بخش از جنوب غربی به کوه گرین و از شرق به کوه یزدگرد ختم می‌شود. حدفاصل این دو دشت حاصلخیز اشترینان قرار دارد که به نام سیلاخور بالا هم شناخته می‌شود و بخشی از دشت سیلاخور، وسیعترین دشت استان لرستان به حساب می‌آید. کشاورزی، باغداری و دامپروری از شغل‌های اصلی مردم منطقه است. محصولات کشاورزی آن شامل گندم، جو و میوه‌هایی چون سیب و انواع آلو است. به دلیل قرارگیری در دامنه کوه‌های برفگیر زاگرس، این ناحیه در بیشتر سال دارای سراب‌ها و رودهای جاری نسبتاً پرآب می‌باشد و کشاورزی در آن رونق نسبی دارد. به همین دلیل اکنون روستاهای نسبتاً بزرگی در این بخش دیده می‌شود که از مهم‌ترین آنها می‌توان به توده زن، کرکیخان، دره گرگ و قائدطاهر اشاره کرد.

## تقسیمات کشوری
بخش اشترینان از سه دهستان تشکیل یافته است. دهستانهای این بخش عبارت‌اند از:
- دهستان اشترینان
- دهستان بردسره
- دهستان گودرزی

## جمعیت
بنا بر سرشماری مرکز آمار ایران، جمعیت بخش اشترینان در سال ۱۳۹۵ برابر با ۲۸٬۱۰۸ نفر (معادل با ۷٬۳۸۰ خانوار) بوده است.